# Abbaye de Mègemont
À ne pas confondre avec l'abbaye Saint-André de Clermont, de l'ordre des Prémontrés, parfois surnommée « Mègemont ».
L'abbaye de Mègemont est une abbaye cistercienne féminine, située en Auvergne, sur le territoire de la commune de Chassagne. Fondée entre 1199 et 1206, elle est fermée à la Révolution.

## Situation et toponymie
Le nom de Mègemont vient du latin Medius Mons.
L'abbaye est située dans la vallée baignée par le ruisseau de Chassagne, à environ 870 mètres d'altitude ; les bâtiments sont distants de moins de sept cents mètres du village de Chassagne, situé à l'ouest du monastère. Parmi les abbayes cisterciennes auvergnates, c'est celle qui se situe dans la plus grande proximité d'un lieu auparavant déjà habité.

## Historique

### Fondation
Traditionnellement, la date de fondation retenue par les historiens est 1206. Les recherches récentes tendent à prouver que cette date de fondation est l'hypothèse la plus tardive ; d'autres pistes suggèrent une fondation pouvant remonter jusqu'à 1199. Ces deux dates forment les bornes entre lesquelles intervient la fondation. Dans tous les cas, il s'agit du dernier établissement cistercien à être créé dans le diocèse de Clermont, dans son territoire d'alors — considérablement plus étendu que l'actuel département du Puy-de-Dôme.
Dans tous les cas, le fondateur est Robert IV d'Auvergne, premier Dauphin d'Auvergne ; après la mort de son épouse Guillemette de Comborn, le 2 mai 1199, il cherche une communauté qui puisse prier pour cette dernière ; il se refuse à en faire la demande aux religieuses de l'Éclache, d'une part à cause du lien fort entre cette maison et la dynastie des comtes d'Auvergne et de la rupture entre les comtes et les dauphins, d'autre part à cause de la distance séparant son fief de l'Éclache. Il décide donc la fondation d'un monastère propice à l'intercession pour son épouse.
Le choix du site, outre les considérations religieuses sus-mentionnées, se porte sur un emplacement à la fois proche du fief du suzerain (Vodable) et sur une marge frontière du territoire, ce qui renforce la mainmise, sinon directe, du moins symbolique, du seigneur sur cette frange.

### Moyen Âge
Durant les deux premiers siècles de son existence (XIIIe et XIVe siècles), l'abbaye reste très liée à la maison de Dauphins ; plusieurs Dauphines sont d'ailleurs religieuses à Mègemont, l'une d'entre elles devient même abbesse. On peut également noter une propension de maisons plus modestes à y envoyer certaines de leurs filles. En revanche, l'établissement d'une tradition d'ensevelissement semble plus douteuse.

### Échange de communauté
À l'époque où la commende a provoqué à Mègemont, comme dans de très nombreux monastères, une paupérisation tant matérielle que spirituelle, Françoise de Nérestang, abbesse du monastère, se distingue par sa volonté réformatrice. En 1611, alors qu'elle est encore jeune, elle décide avec l'aval de son père de transférer la communauté féminine — à cette date seulement neuf religieuses et deux converses — de Mègemont dans l'abbaye (jusque-là masculine) de la Bénisson-Dieu : les cisterciens l'occupant, qui sont dirigés par Claude, le frère de Françoise, prennent pour leur part la place de leurs sœurs à Mègemont. En ce qui concerne les sœurs, la jeune abbesse espère que le climat moins rude de leur nouvelle implantation facilitera leur assiduité à suivre la règle monastique.
À la Révolution, vendue comme bien national, l'abbaye est transformée en bergerie.

## Abbesses connues
- 1274 : Marie I de Resse[12]
- 1276 - 1298 : Delphine I de Roquefeuil[12]
- 1299 - 1321 : Delphine II de Roquefeuil[12]
- Marie II de Buante[12]
- 1398 : Isabelle de Trizel (ou Tozel)[12]
- Agnès de Lastic[12]
- 1500 :  Jaquette de Lastic[12]
- 1529 : Gisleberte de Lastic (née le 22 janvier 1494), fille de Louis, seigneur de Rochegonde (fils de Pons et Michelette de Saint-Nectaire) et de Anne Motier de La Fayette (fille de Gilbert V et Isabeau de Polignac)[13]
- 1587 - 1605 : Hélène de Clavière (ou Murat)[12]
- 1605 - 1612 : Françoise de Nérestang[12]

## Historiographie
La confusion possible avec l'abbaye Saint-André de Clermont, prémontrée, a perduré longtemps (elle est encore visible dans des travaux universitaires de 2010), et a notamment pu faire croire à l'ensevelissement de plusieurs comtes et comtesses d'Auvergne à Mègemont plutôt qu'à Clermont,.

## Architecture
L'abbaye est un des seuls établissements cisterciens auvergnats à avoir laissé des bâtiments médiévaux encore  intacts, en l'occurrence l'abbatiale du XIIIe siècle.
Le 27 juin 1996, l'abbaye est classée monument historique.

### L'église abbatiale
Bien que l'église ait été conservée, elle diffère cependant de l'édifice médiéval, n'en conservant que le chœur et le transept, la nef ayant été détruite au vingtième siècle ; en particulier, l'église était dotée, à la croisée du transept, d'un clocher, doté très probablement d'une seule cloche, et accessible par un escalier qui subsiste,.